# Cepeda (Halachó)
Cepeda es una localidad del municipio de Halachó en el estado de Yucatán, México.

## Toponimia
El nombre (Cepeda) hace referencia a Manuel Cepeda Peraza.
El nombre (Santa María Acú) hace referencia a María de Nazareth y acú proviene del idioma maya.
Halachó significa en maya, lugar del cañoto o cañizo de la rata por derivarse de la voces Halal, carrizo o cañoto y Chhó, ratón o rata.